# Сельское поселение Алькино
Се́льское поселе́ние Алькино — муниципальное образование в Похвистневском районе Самарской области Российской Федерации.
Административный центр — село Алькино.

## Население
| 2010  | 2012  | 2013  | 2014  | 2015  | 2016  | 2017  |
| ----- | ----- | ----- | ----- | ----- | ----- | ----- |
| 2027  | ↘2009 | ↗2018 | ↘2007 | ↘1988 | ↘1976 | ↘1965 |
| 2018  | 2019  | 2020  | 2021  |       |       |       |
| ↘1941 | ↘1915 | ↘1901 | ↘1890 |       |       |       |

## Состав сельского поселения
| № | Населённый пункт | Тип населённого пункта       | Население |
| - | ---------------- | ---------------------------- | --------- |
| 1 | Алькино          | село, административный центр | 1772      |
| 2 | Красный Мост     | посёлок                      | 73        |
| 3 | Нугайка          | посёлок                      | 182       |

## Местное самоуправление
Главы администрации
- с 2005 года — Муллабаев Идрис Хамитович[13]